# تيرينس غارفين
تيرينس غارفين (بالإنجليزية: Terence Garvin)‏ هو لاعب كرة قدم أمريكية أمريكي، ولد في 1991 في بالتيمور في الولايات المتحدة.

## وصلات خارجية
- تيرينس غارفين على موقع مرجع كرة القدم المحترفة.كوم (الإنجليزية)